# Sonnenfinsternis vom 21. Mai 1993
Die partielle Sonnenfinsternis vom 21. Mai 1993 war vom gesamten Nordpolarmeer, ganz Grönland sowie großen Teilen von Nordamerika und Nordeurasien aus zu beobachten. Von Deutschland lag nur der nordöstliche Teil, nördlich der Linie Emden und Görlitz, im Sichtbarkeitsgebiet. Der höchste Bedeckungsgrad wurde hierbei auf der Insel Rügen erreicht; von dort aus gesehen wurden am späten Nachmittag etwa 18 Promille der Sonnenscheibe vom Mond bedeckt. Größer war der Bedeckungsgrad in Skandinavien: in der schwedischen Hauptstadt Stockholm wurden 10 Prozent, in Lappland sogar ein Viertel der Sonne von Mond bedeckt.
Diese Sonnenfinsternis gehört dem auslaufenden Saros-Zyklus 118 an, der insgesamt 72 Finsternisse umfassen wird. Saros 118 begann am 24. Mai 803 mit 8 partiellen Sonnenfinsternissen in der Antarktis. Danach folgten 40 totale, 2 hybride und 15 ringförmige Sonnenfinsternisse. Den Abschluss bilden 7 partielle Finsternisse in der Arktis, deren erste am 11. Mai 1975 stattfand. Im Abstand von 18 Jahren und etwa 11 1/3 Tagen werden die restlichen 5 folgen, die den Zyklus abschließende Finsternis am 15. Juli 2083.